# D. B. 스위니
D. B. 스위니(D. B. Sweeney, 1961년 11월 14일 ~ )는 미국의 배우이다.

## 출연 작품

### 영화
- 무인지대 (1987)
- 멤피스 벨 (1990)
- 사랑은 은반 위에 (1992)
- 어두워질 때까지 (1993)
- 트래비의 실종 (1993)
- 다이너소어 (2000) - 애니메이션
- 브라더 베어 (2003) - 애니메이션
- 버스 657 (2015) - 버니 역
- 교회오빠 개빈 (2017, The Resurrection of Gavin Stone) - 앨런 리처드슨 목사 역
- Dead on Arrival (2017) - 스피로 형사 역
- 캡티브 스테이트 (2019) - 레빗 역

### 텔레비전
- 하우스 (2006)
- 제리코 (2006-08)
- 크리미널 마인드 (2009)
- 디 이벤트 (2010)
- 캐슬 (2011)
- 클로저 (2011)
- 메이저 크라임 (2012-16)